# Krzeczkowskie Bagno
Krzeczkowskie Bagno – pomnik przyrody w województwie lubuskim, w powiecie świebodzińskim, w gminie Lubrza. Niedaleko Nowej Wioski, przy drodze leśnej z Lubrzy do Wilkowa.
- powierzchnia – 2,38 ha
- położenie – gmina Lubrza, nadleśnictwo Świebodzin, obręb Świebodzin, leśnictwo Lubrza[1]. Na wschodnim brzegu jeziora Pień.
- przedmiot ochrony – źródliska ze śródleśnym torfowiskiem wysokim, wraz z charakterystyczną roślinnością[1].